# Calystegia pulchra
Calystegia pulchra is een plant uit de windefamilie (Convolvulaceae). In Nederland komt ze niet voor, in België wel. In het Engels wordt de soort meestal "hairy bindweed" genoemd en in het Duits "Schöne Zaunwinde".
De bloemstengels en delen van het blad zijn behaard. De bloemen zijn helder roze met witte strepen en circa 5,5 cm breed. De bladen zijn driehoekig met een hartvormige voet.
De plant wordt incidenteel aangetroffen op braakliggende gronden en in de buurt van behuizing.
Het verspreidingsgebied in Europa loopt van het eiland Skye en Zweden in het noorden via onder andere Duitsland en Tsjechië in Midden-Europa tot de Balkan in het oosten en Frankrijk in het zuidwesten.